# Ibn al-Yabbab
Abu Umar Ibn al-Yabbab (Jaén, 860/861-Córdoba, 934) - alfaquí, háfiz experto y transmisor prolífico de hadiz, que destacó en derecho malikí y fue considerado en este campo un imán y una autoridad indiscutible en las tradiciones islámicas.